# Andrena winnemuccana
Andrena winnemuccana là một loài Hymenoptera trong họ Andrenidae. Loài này được LaBerge mô tả khoa học năm 1973.